# Johan Cruijff
Hendrik Johannes Cruijff, známý též jako Johan Cruyff, (25. dubna 1947, Amsterdam – 24. března, 2016 Barcelona ) byl nizozemský fotbalový trenér a bývalý hráč, považovaný za jednoho z velikánů hry. Stal se třikrát evropským fotbalistou roku (1971, 1973, 1974) a evropským hráčem století IFFHS v roce 1999. Figuruje na seznamu UEFA Jubilee 52 Golden Players. S 215 góly je třetím nejlepším střelcem Eredivisie v historii, před ním jsou pouze Ruud Geels (265 gólů) a Willy van der Kuijlen (311 gólů). Pelé ho roku 2004 zařadil mezi 125 nejlepších žijících fotbalistů.

## Fotbalová kariéra

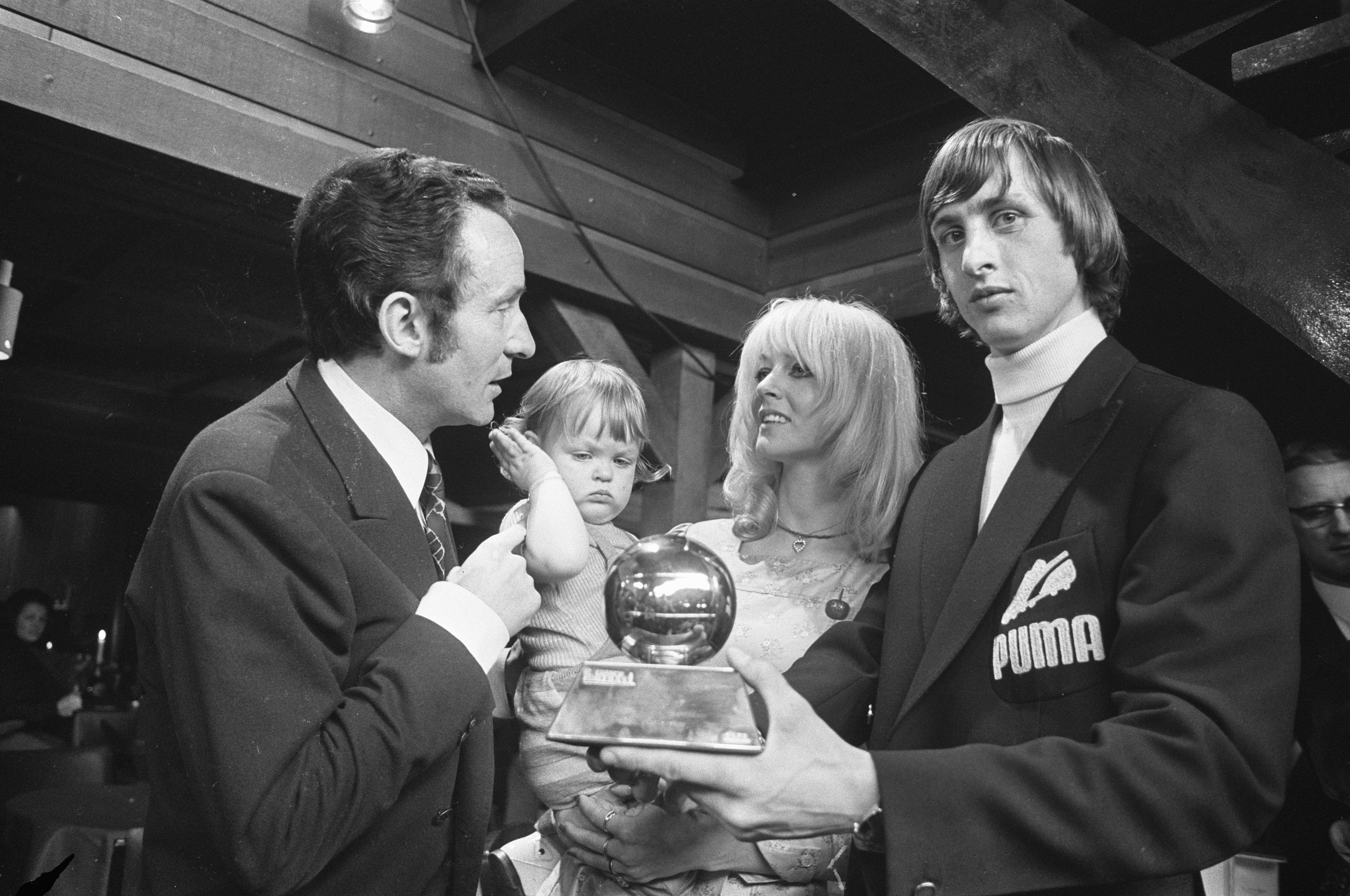
Johan Cruyff se Zlatým míčem za rok 1971

Postupně hrál za Ajax, FC Barcelona, Los Angeles Aztecs, Washington Diplomati, Levante UD a Feyenoord. Cruyff byl známý pro své perfektní technické dovednosti, rychlost a akceleraci, ale jeho největší kvalitou bylo myšlení. Málokdo v historii uměl tak dokonale číst hru a posílat spoluhráčům nečekané a na milimetr přesné pasy. Dokázal překvapivými přihrávkami rozložit obrany soupeřů. Je uváděn jako jeden z nejlepších fotbalistů své generace, spolu s Georgem Bestem, Pelém a Franzem Beckenbauerem, ačkoli nevyhrál žádný turnaj se svým národním mužstvem. Jako nizozemský reprezentant odehrál 48 zápasů, ve kterých zaznamenal 33 branek.
Jeho fotbalové úspěchy: Jako hráč získal tři evropské poháry (1971–1973 s Ajaxem), je držitelem ocenění Zlatý míč pro nejlepšího evropského fotbalistu roku (1971, 1973, 1974). Jako kapitán dovedl Nizozemsko do finále mistrovství světa roku 1974. V roce 1978 odmítl účast na mistrovství světa, které probíhalo v Argentině, kde se Nizozemsko opět probojovalo do finále.
Ve věku 32 podepsal lukrativní smlouvu s týmem Los Angeles Aztecs, kde odehrál pouze jednu sezónu NASL. Následující období přestoupil do Washingtonu, počátkem roku 1981 se vrátil do Nizozemska, nejdříve do Ajaxu, poté do dresu Feyenoordu Rotterdam.

## Trenérská kariéra
Po ukončení aktivní kariéry vedl dva fotbalové kluby, Ajax a Barcelonu. Jako trenér dovedl AFC Ajax k vítězství v Poháru vítězů pohárů (1987) a FC Barcelonu ke čtyřem ligovým titulům (1991–1994), také k prvnímu vítězství v Poháru mistrů evropských zemí (1992). Toto vítězství z něj tehdy učinilo nejúspěšnějšího trenéra FC Barcelona v historii klubu.

## Zajímavosti
- Nejraději hrál s číslem 14 na dresu. Byla to památka na podzim 1970, kdy kvůli zranění vypadl ze základní sestavy Ajaxu a do ligového utkání s PSV Eindhoven nastoupil jako střídající hráč se čtrnáctkou na zádech. Výrazně přispěl k vítězství Ajaxu 1:0 a od té doby se stala náhradnická čtrnáctka Cruijffovým symbolem.[8]
- Byl silným kuřákem, ale poté, co roku 1991 prodělal operaci, s kouřením skončil.[9]
- Nizozemský superpohár je pojmenovaný po něm: Johan Cruijff Schaal.
- Jeho syn Jordi Cruijff hrál za týmy jako FC Barcelona, Manchester United a Alavés. Cruijff byl jeho trenérem v Barceloně.
- Fotbalová cena pro nejlepšího trenéra a trenérku je pojmenována po něm: Men's Johan Cruyff Trophy a Women's Johan Cruyff Trophy.